# Saperda punctata
Saperda punctata је врста инсекта из реда тврдокрилаца (Coleoptera) и породице стрижибуба (Cerambycidae). Сврстана је у потпородицу Lamiinae.

## Распрострањеност
Врста је распрострањена на подручју средње и јужне Европе, Кавкаских планина и Алжира.

## Опис
Тело је издужено, код мужјака виткије, покривено црним, густим, полеглим, зеленим, светлосивим или модрозеленим томентом. Ноге су прекривене дугим беличастим длакама. На пронотуму је шест округластих црних пега. На елитронима је 6-8 малих округлих црних пега, неправилно распоређених. Дужина тела од 11-18 мм.

## Биологија
Животни циклус траје од једне до две године. Ларве се развијају у болесним или мртвим стаблима или гранама. Адулти се налазе на листовима, гранама и стаблима биљке домаћина (брест, топола). Активни су од маја до августа. 

## Статус заштите
Врста се налази на Европској црвеној листи сапроксилних тврдокрилаца.

## Синоними
- Cerambyx punctatus Linnaeus, 1767
- Saperda (Lopezcolonia) punctata (Linnaeus, 1767)
- Lopezcolonia punctata (Linnaeus, 1767)